# Joaquín Zamacois
Joaquín Zamacois y Soler (Santiago de Chile, 14 de diciembre de 1894-Barcelona, 8 de septiembre de 1976) fue un compositor y musicólogo chileno-español.

## Biografía
Fue pariente del historiador y escritor Niceto de Zamacois, de la soprano Elisa Zamacois, del pintor Eduardo Zamacois y Zabala, del actor Ricardo Zamacois, y de los escritores Eduardo Zamacois y Miguel Zamacois.
Nació el 14 de diciembre de 1894 en Santiago de Chile, de padres españoles, su padre era vasco y su madre catalana. Su padre, Joaquín Zamacois y Zabala, nació en Bilbao en 1869, era compositor musical, músico y funambulista, y provenía de una larga familia de artistas. Aunque su familia paterna era enteramente de Bilbao, el origen del apellido familiar se sitúa en Hasparren (País Vasco francés), donde el apellido se transcribía Samacoys en el siglo XVIII.
La familia se trasladó a España, estableciéndose en Barcelona. Comenzó su carrera musical de la mano de su padre, para posteriormente estudiar en el Conservatorio musical del Liceo de Barcelona y en la escuela municipal de música, de la misma ciudad. Posteriormente se dedicó a la enseñanza y a la composición. En 1914 fue nombrado profesor del Conservatorio del Liceo, y en 1940 de la escuela municipal de música, donde llegó a director en 1945, convirtiéndola en Conservatorio.
Zamacois es principalmente conocido por haber publicado un completo tratado de Armonía y muchos textos docentes, principalmente para el Conservatorio del Liceo de Barcelona pero que se usan como textos de referencia para la enseñanza de la música en Europa y Latinoamérica. Falleció a los 81 años, el 8 de septiembre de 1976 de Barcelona.

## Obra

### Música instrumental
- Sonata, para violín y piano (1918)
- Scherzo humorístico (1924)
- La siega, cuadro sinfónico (1928)
- Aguafuertes, suite para piano (1940)
- Suite poemática (1955)
- Serenada d'hivern, para viola y piano (1970)
- Los ojos verdes, poema sinfónico para orquesta
- Margaridó, sardana sinfónica

### Música vocal y teatral
- Cant de joia (1932)
- Margaritiña, zarzuela (1925)
- El Aguilón, zarzuela (1928)
- El caballero del mar, zarzuela (1931)
- Villancicos castellanos (1962-65)

### Musicología
- Teoría de la música: dividida en cursos (1949)
- Tratado de armonía: dividido en cursos (1958)
- Ejercicios correspondientes al tratado de armonía (1958)
- Curso de formas musicales (1960)
- Temas de pedagogía musical (1973)
- Guión de historia de la música (1975)
- Temas de estética y de historia de la música: con textos de numerosísimos autores de diferentes épocas (1975)